# La Canopée
Pour les articles homonymes, voir Canopée (homonymie).
La Canopée est une structure édifiée au dessus de la gare Châtelet-Les-Halles et du Forum commercial du quartier des Halles à Paris.
Inaugurée le 6 avril 2016, la Canopée concrétise la solution architecturale retenue à l’issue du concours international de juillet 2007 pour moderniser et restructurer le centre de gravité de la métropole francilienne hérité depuis la destruction des Halles de Baltard.

## Le Quartier des Halles

### Le site

La Canopée en 2016.

Connu comme ayant été le « ventre de Paris » ce lieu se voit doter d'un rôle de rénovation urbaine du centre de Paris à partir du départ de l'activité d’approvisionnement alimentaire dans les années 1960. Le vide laissé par le « trou des halles » se révèle l'opportunité de créer un point nodal du réseau de transports parisien à l'échelle de l'Ile France mais également, avec une ouverture nationale et internationale. Sur ce réseau se trouve connectées les gares de la capitale ainsi que deux des principaux aéroports français.
Une pièce urbaine souterraine s’y déploie jusqu’à 24 m de profondeur et s’étend sur 500 m de longueur jusqu’à la place du Châtelet. Cette pièce urbaine est la superposition complexe de plusieurs ouvrages aux fonctions et maîtrises d’ouvrages distinctes. La plus grande gare multimodale souterraine urbaine d’Europe et un centre commercial occupent les cinq niveaux de sous-sol, fréquentés par 800 000 utilisateurs par jour.

### Concours international

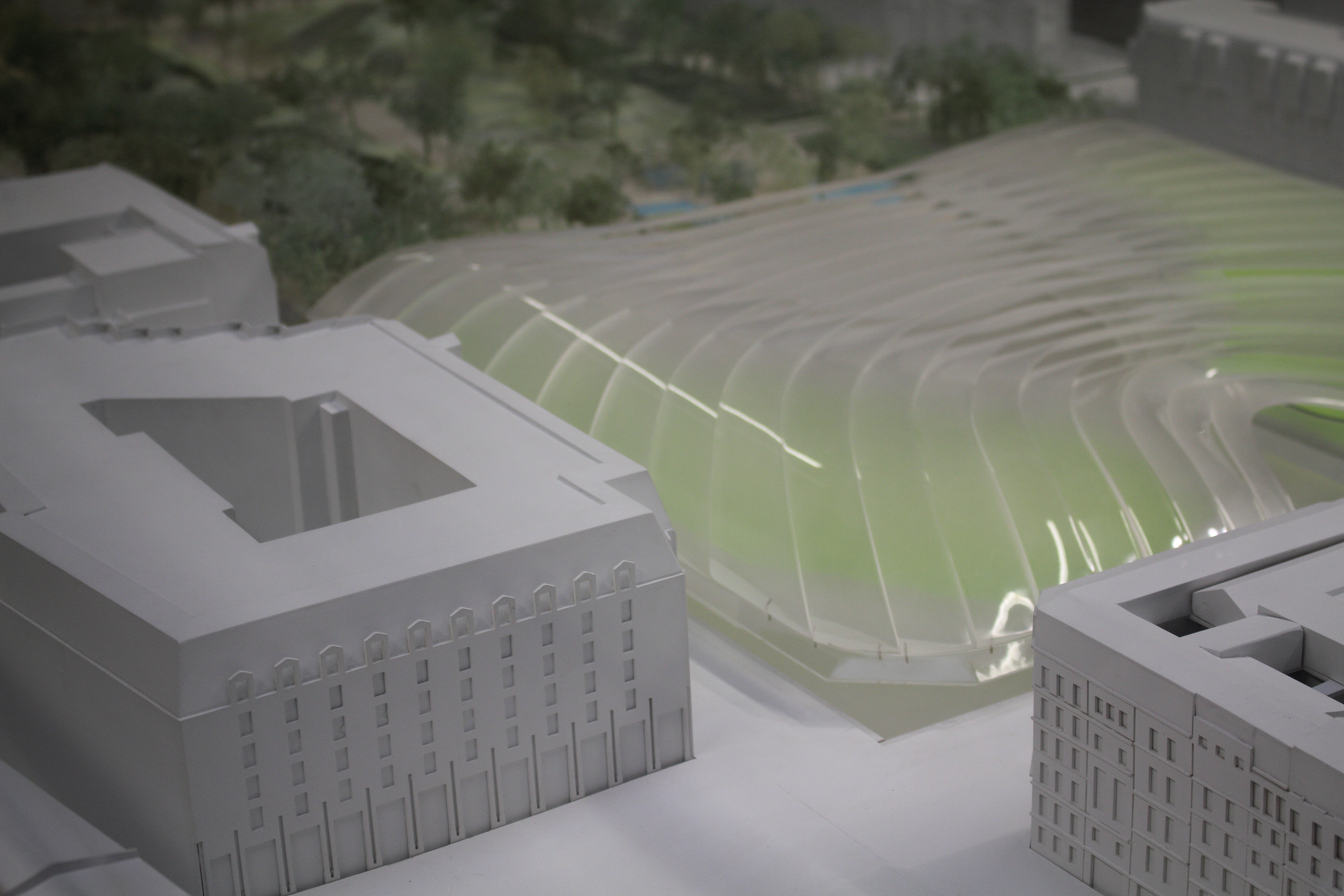
Maquette de la Canopée.

Les réflexions préliminaires portant sur la rénovation du quartier des halles sont engagées en 2002 par le maire de Paris Bertrand Delanoë. L’équipe SEURA remporte en 2004 le concours de définition du projet de restructuration du quartier des Halles de Paris.
En 2007, Patrick Berger et Jacques Anziutti remportent le concours international lancé par la ville de Paris sur le site des Halles avec leur projet intitulé « La Canopée »,,,.
En 2008, ils remportent également le concours lancé par la RATP et le STIF pour la restructuration de la gare souterraine Châtelet-Les Halles, située sous la Canopée.
L’architecture de l’ensemble a été dessinée par Patrick Berger. Ces deux projets superposés n’en forment qu'un dans leur conception architecturale.

## Description
La Canopée est la réalisation d’un espace public abrité. Ce volume est mi-excavé, mi-surhaussé et culmine à 14 m au-dessus du sol.

### Montée vers Paris
L’espace central créé sous la Canopée est une place publique verticale sur trois niveaux. Le niveau le plus bas, le patio Pina Bausch est au même niveau et en continuité de la Salle d’échange de la Gare Châtelet-Les Halles. Il donne accès à une suite d’escaliers. Les niveaux souterrains de la Gare et du Centre commercial sont reliés directement avec le jardin Nelson-Mandela.

### Passage de La Canopée
La porte Lescot, 26 m de large, s’ouvre sur le passage de la Canopée. Celui-ci s’ouvre directement sur le jardin Nelson-Mandela, par un franchissement de 96 m de large d’une portée égale à la largeur du jardin.

### Équipements culturels

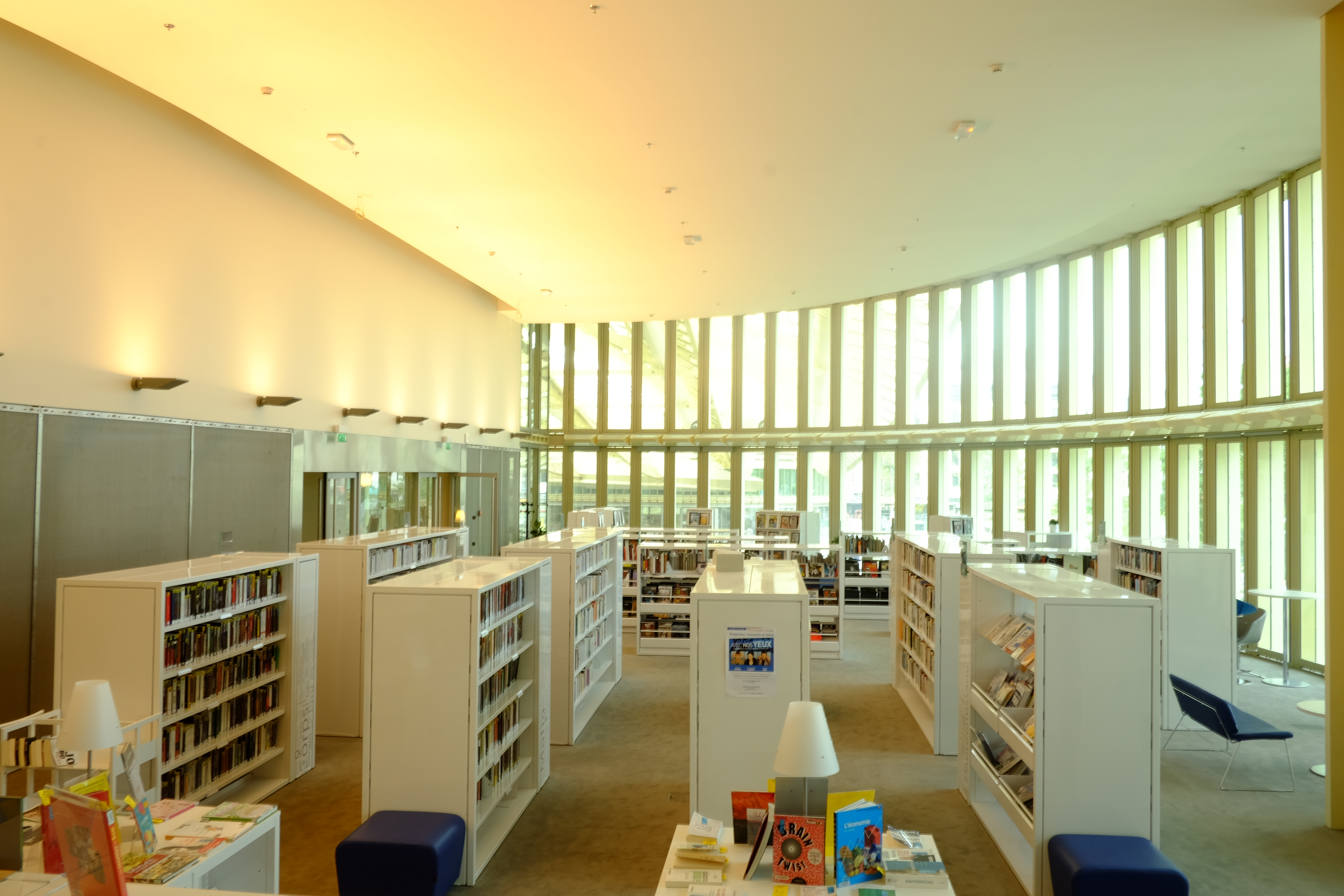
Médiathèque de la Canopée.

La Canopée accueille 14 500 m2 d’équipements culturels mutualisés.
Le Conservatoire Mozart dessert les quatre arrondissements du centre de Paris sur l'aile sud.
L'aile nord accueille plusieurs équipements culturels : au rez-de-chaussée, il y a un kiosque jeunes. Au premier étage, la médiathèque de la Canopée a été aménagée selon le concept de Troisième lieu. Elle est dédiée aux cultures urbaines, aux cultures numériques, et aux cultures sourdes. Toujours au premier étage, un centre culturel entièrement consacré au hip hop, La Place, complète l'offre publique. Et enfin, le deuxième étage de l'aile nord abrite également le nouveau siège de la Maison des Pratiques artistiques amateurs assortie de salles de répétition en faveur des grandes formations orchestrales et chorales.
Elle abrite également un peu plus de 5 000 m2 de commerces à rez-de-chaussée avec deux restaurants en éperon sur le jardin.
Dans les années qui suivent, le quartier connaît également un renouvellement architectural et muséal conséquent (Bourse de commerce-Collection Pinault, Louvre des antiquaires, La Samaritaine, poste centrale du Louvre, etc.).

## Design
La conception du projet, dessiné à la main, est inspirée de la morphogenèse des formes dans la Nature. D’après son concepteur, les formes curvilignes de la Canopée sont la synthèse de toutes les énergies naturelles, urbaines et des flux, agissant sur le site voire de la pression exercée par la mémoire du lieu et du voisinage. La géométrie de ces flux puis le dessin de leur équilibre ont modelé la Canopée et produit son « motif ».
Le défi technique d'un tel ouvrage est en effet immense : le projet a nécessité plus de 100 000 heures d'études pour répondre aux problèmes physiques de la structure.

## Critiques et controverses

### Esthétique
L'ouvrage ne semble pas faire l'unanimité chez les Parisiens, ayant notamment été comparé à « une vulgaire soucoupe volante » ou décrié pour sa couleur « jaunâtre ». La Canopée a été qualifiée d'« abomination » par Jack Lang, qui considère la destruction des anciennes halles dans les années 1970 comme un « crime contre la beauté ». Pour la maire de Paris, a contrario, le lieu a été réparé, réinventé, recréé. D’autres observateurs perçoivent la Canopée comme un nouveau monument à l’échelle de Paris et du Grand Paris créant un effet de catharsis.

### Infiltrations d'eau
Peu de jours après son inauguration, la presse fait remarquer l'existence de fuites d'eau « à certains endroits » au point de mouiller le public sous les ventelles, tandis que des riverains se plaignent de la réverbération du soleil sur sa structure vitrée.
Les choix architecturaux pris par Patrick Berger lors de la conception de la Canopée du Forum des Halles rendent l'édifice très sensible aux pluies. Des flaques géantes se formant le long des vitrines situées sous la toiture de l'édifice. La mairie de Paris a annoncé ouvrir un appel d'offres pour trouver une solution. L'architecte refuse de s'exprimer sur la question.
En 2017-2018, d'importants travaux sont menés sur les ventelles, avec une amélioration notable. Cette intervention correspond finalement au détail d’exécution conçu et préconisé par la maîtrise d’œuvre pendant le chantier (voir communiqué de presse de la Sempariseine du 23 novembre 2016).

### Coût de l'ouvrage
L'ensemble de la rénovation des Halles avait été annoncé en 2006 pour un montant de 250 millions d’euros. En 2016, le coût de la seule Canopée est de 216 millions d'euros (et 918 millions d'euros pour l'ensemble du projet). Ces coûts importants ont été dénoncés par les élus écologistes et UMP à la mairie de Paris.